# Alexander Jakob Lubomirski

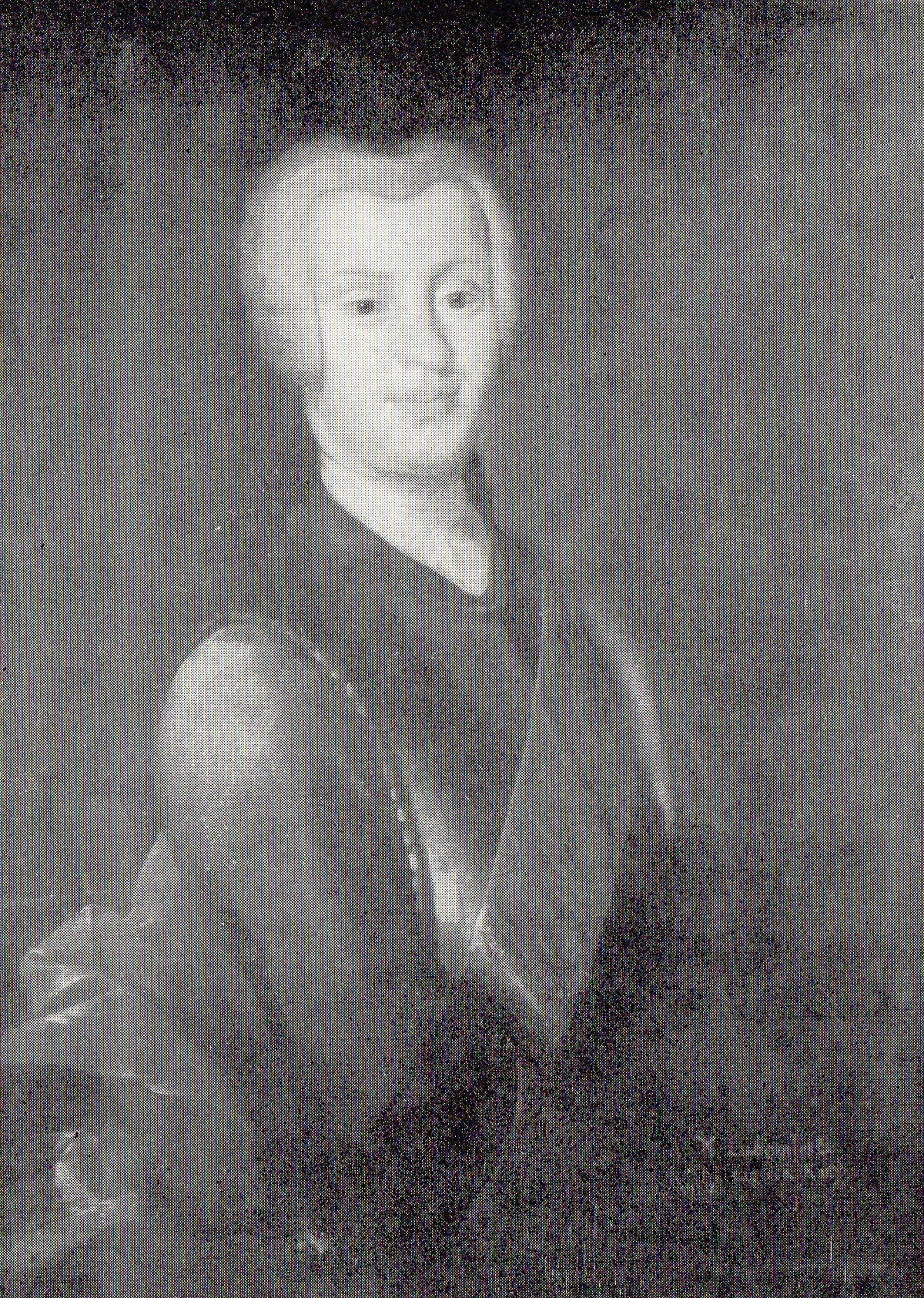
Aleksander Jakub Lubomirski, 1760

Fürst Alexander Jakob Lubomirski (* 11. Mai 1695; † 16. November 1772 in Dresden) war ein polnischer und sächsischer General und Regimentschef.

## Leben

### Herkunft
Alexander Jakob war ein Prinz aus dem polnischen Fürstengeschlecht Lubomirski. Seine Eltern waren der Großhetman der polnischen Krone, Fürst Hieronim Augustyn Lubomirski (1647–1706) und Konstancja von Altenbockum († 1709), Schwester der Katharina von Altenbockum.

### Werdegang
Lubomirski studierte zunächst in Rzeszów wurde aber 1704 bei der Besetzung der Stadt durch die Sächsische Armee als Geisel nach Sachsen geführt. Nachdem er durch Verwandte ausgelöst wurde, kehrte er 1710 zur Fortsetzung und Beendigung seines Studiums nach Deutschland zurück. 1714 begleitete er Friedrich August II. auf dessen Frankreichreise.
Er war seit 1721 polnischer Kron-Küchenmeister und erwarb 1723 Schloss Nieborów. 1726 erhielt er den Orden des Weißen Adlers. Von 1728 bis 1748 bekleidete er auch das Amt des polnischen Kronschwertträgers. Er trat der Kronarmee bei und avancierte 1729 zum Generalmajor und wurde Kommandeur des Regiments Groß Musketiere.
Ein Jahr nach dessen Stiftung wurde Lubomirski 1737 Ritter des Militär-St.-Heinrichs-Orden.
1738 wurde er zum Generalleutnant befördert, stieg 1745 in der kursächsischen Armee weiter auf zum General der Kavallerie und wurde ein Jahr später zum General der Artillerie in der polnischen Kronarmee. In dieser Position blieb er bis 1752, übernahm dann im Siebenjährigen Krieg das Kursächsische Infanterieregiment Graf Stollberg (Nr. 12), das nach der Kapitulation bei Pirna unter Generalmajor Friedrich Christian von Hauss als Infanterieregiment S 55 in die Preußische Armee eingegliedert wurde und dessen Reste schließlich 1763 dem Infanterieregiment „von Münchow“ in Brandenburg an der Havel zugeschlagen wurden. Das in Sachsen neu aufgestellte Infanterieregiment Nr. 12 wurde Lubomirski 1758 erneut aufgetragen. 1765 übernahm er als Chef die Leib-Grenadier-Garde.
Lubomirski verstarb in Dresden und wurde als erster Pole auf dem Alten Katholischen Friedhof begraben. Seine Grabstätte ist nicht erhalten.

### Familie
Lubomirski vermählte sich 1717 mit Gräfin Friederike Charlotte Vitzthum von Eckstädt (1700–1755). Aus der Ehe gingen drei Töchter hervor:
1. Friederike Konstanze (1719–1787)

⚭ I 1744 Roland Puchot, Graf des Alleurs (1659–1754), französischer Botschafter in Konstantinopel
⚭ II 1760 Charles Bertrand de La Bourdonnaye, Markgraf de Liré (1726–1792)
1. Henriette Charlotte (1726–1782) ⚭ 1745 Graf Karl von Flemming (1705–1767), sächsischer Gesandter, General der Infanterie und Geheimer Kabinettsminister
2. Ludovika Amalia (1722–1778) ⚭ 1739 Graf Friedrich August Rutowski (1702–1764), natürlicher Sohn Augusts des Starken, kursächsischer Feldmarschall